# Haibowan
Haibowan (chiń. 海勃湾区; pinyin Hǎibówān Qū) – dzielnica i siedziba prefektury miejskiej Wuhai, w północnych Chinach, w regionie autonomicznym Mongolia Wewnętrzna. W 2010 roku liczba mieszkańców dzielnicy wynosiła 257 460.